# Collonge-Bellerive

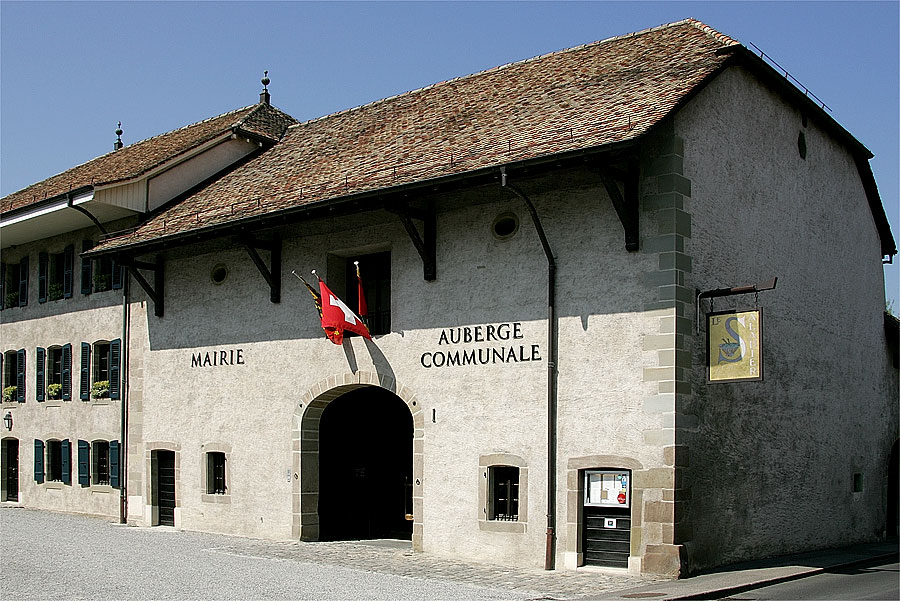
Rådhuset.

Collonge-Bellerive är en ort och kommun i kantonen Genève, Schweiz. Kommunen har 8 630 invånare (2023).
Kommunen omfattar ortsdelarna Collonge, Vésenaz, Saint-Maurice,  Cherre, Bellerive, La Repentance och La Capite.